# الاتحاد الجيوفيزيائي الأمريكي
الاتحاد الجيوفيزيائي الأميركي (بالإنجليزية: American Geophysical Union)‏ ،هو منظمة غير ربحية للجيوفيزيائيين تضم حوالي 41000 عضو من أكثر من 130 دولة (سنة 2004 ).تتركز أنشطته على تنظيم ونشر المعلومات العلمية في مجال الجيوفيزياء.
و يقسم الاتحاد الجيوفيزيائي إلى أربعة فروع أساسية : الغلاف الجوي والمحيطات ، علوم الأرض ، الهيدرولوجيا ، و الفضاء .
تتمثل المهمات الأساسية لهذا الاتحاد في:
- تعزيز الدراسة العلمية للأرض والفضاء المحيط بها، ونشر النتائج.
- تعزيز التعاون بين المنظمات العلمية المعنية بالجيوفيزياء وباقي التخصصات ذات الصلة.
- المشاركة في برامج البحوث الجيوفيزيائية
- النهوض بمختلف تخصصات الجيوفيزياء من خلال المناقشات العلمية ونشر المعلومات.

## تاريخ الاتحاد الجيوفيزيائي الأمريكي
أنشئ الاتحاد الجيوفيزيائي الأميركي من طرف مجلس البحوث الوطني في الولايات المتحدة الامريكيه في شهر ديسمبر من سنة 1919،بغرض تمثيل الولايات المتحدة في الاتحاد الدولي للطبيعة الأرضية ومقاييس الأرض .فكان وليام بووي أول رئيس لهذا الاتحاد.
لأكثر من 50 عاما، عمل الاتحاد الجيوفيزيائي الأميركي كشريك غير مدمج مع الأكاديمية الوطنية للعلوم .
في 29 يونيو 1972 ،تأسس فرع له في مقاطعة كولومبيا  تابع للأكاديمية الوطنية للعلوم، وتم فتح العضوية في وجه كل العلماء والطلاب في جميع أنحاء العالم .
عقد أول اجتماع لهذا الاتحاد في 23 أبريل 1920،بحضور 25 عضو .
إلى حدود عام 1930 ،كان عدد أعضاء الاتحاد الجيوفيزيائي الأميركي مقيدا ويمر عبر عملية الانتخاب.
في عام 1932 ،ولأول مرة منذ تأسيسه تم فرض مستحقات سنوية رمزية تتمثل في 2 دولار أمريكي لكل عضو .
انطلاقا من سنة تأسيسه وحتى الآن شهد هذا الاتحاد ارتفاعا تصاعديا في عدد أعضائه، لينتقل من حوالي 4600 عضو سنة 1950 إلى 13000 سنة 1980،ثم 26000 سنة 1990 . ليصل في 2013 إلى أكثر من 62000 عضو من 144 بلدا .

## الإصدارات
بالإضافة إلى الدوريات الأكاديمية ،يعتبر الاتحاد الجيوفيزيائي الأميركي ناشر للعديد من المجلات العلمية، بما في ذلك صحيفة إيوس الأسبوعية، وثمانية مجلات مراجعة أو مايسمى بمجلات مراجعة الأقران للدوريات العلمية  من بينها:
- علوم الأرض والفضاء (Earth and Space Science)
- مستقبل الأرض (Earth's Future)
- رسائل بحوث الجيوفيزياء (Geophysical Research Letters)
- طقس الفضاء (Space Weather)

بالإضافة لمشاركته في رعاية مجلة راديو العلوم بالتعاون مع الاتحاد الدولي لعلوم الراديو .

## قيادات الاتحاد الجيوفيزيائي الأمريكي

### الرؤساء
تناوب على هذا المنصب العديد من الشخصيات الوازنة على مستوى علوم الجيوفيزياء، موزعين على الشكل التالي:
| - وليام بووي (1922-1920) - لويس أجريكولا باور (1924-1922) - هاري ف.ريد (1926-1924) - هنري واشينغتو (1928-1926) - وليام بووي (1932-1929) - وليام جاكسون همفريز (1935-1932) - نيكولاس هيك (1938-1937 ) - ريتشارد فيلد (1941-1938) - والتر لودرميل (1941-1944) - ليسون آدامز (1947-1944) - أوسكار إدوارد مينزر (1948-1947) - والتر هيرمان بوشر (1953-1948) - موريس إوينغ (1959-1956) - لويد بيركنر (1961-1959) | - توماس مالون (1964-1961) - جورج وولارد (1966-1964) - ويليام أكرمان (1968-1966) - هيلموت لاندبيرغ (1970-1968) - هومر نيويل (1972-1970) - فيليب أبيلسون (1974-1972) - فرانك بريس (1976-1974) - آرثر ماكسويل(1978-1976) - ألان كوكس(1988-1980) - جون ويلسون (1982-1980) - جيمس ألفرد فان ألن (1984-1982) - تشارلز دريك (1986-1984) - بيتر إيغلسون (1988-1986) - دون أندرسون (1988-1990) - برنت دالريمبل (1992-1990) - رالف سيسيرون (1994-1992) | - ماريا نيوجيباور (1996-1994) - شون سليمان (1998-1996 ) - جون كنوس (1999-1998 - مارشيا ماكنوت(2002-2000) - روبرت ديكنسون (2004-2002) - جون أوركوت (2006-2004) - تيم كيلين (2006-2008) - تيم غروف (2010- 2008 ) - مايك ماكبادن (2013-2010) - كارول فين (2014-2013) - مارغريت لينن (الآن-2015) |

### المدراء التنفيذيون
في حين أن أكثر من 40 رئيسا قد وفروا للإتحاد الجيوفيزيائي الأميركي قيادة علمية مميز انطلاقا من سنة 1919 ، إلا أن القيادة التنفيذية لم تقدم سوى أربعة مدراء تنفيديين، كان أولهم السيد جون آدم فليمينغ،الذي انتخب أمينا للإتحاد سنة 1925 (فيما بعد تم تغيير اسم المنصب إلى أمين عام ) ،كما أنه تطوع للعمل في قسم المغناطيسية الأرضية ضمن مؤسسة كارنيجي.
في عام 1943،وبعد أن ارتف عدد الأعضاء ليصل إلى ما يقرب من 2000 عضو، ظهرت حاجة ملحة لتعيين مدير محترف بدوام كامل على رأس الاتحاد، وعليه فقد اعيد تسمية المنصب إلى أمين تنفيذي، فتم تعيين والدو إي سميث في هذا المنصب، حيث شعله حتى عام 1970،ليتم في وقت لاحق تعيين السيد أثيلستان سبيلهاوس مكانه. تسلمت كريستين ماكنتي ذات المنصب في سنة 2010.

## الميداليات والجوائز
يمنح الاتحاد الجيوفيزيائي الأميركي العديد من الميداليات والجوائز:

### ميداليات
يكرم الاتحاد العديد من الشخصيات العلمية سنويا عن طريق منحهم العديد من الميداليات، التي تشمل كل من :
- ميدالية وليام بووي ،هي أعلى شرف يمتحه الاتحاد، سميت بهذا الاسم نسبة للسيد وليام بووي أحد مؤشي الاتحاد، والذي حصل عام 1939 على أول هذه الميداليات .بصفة عامة تمنح هذه الميدالية بصفة سنوية للعلماء نظير مساهماتهم المهمة في أساسيات فيزياء الأرض وايضا لتعاونهم في مجال البحث.
- ميدالية والتر هيرمان بوشر(تأسست سنة 1966)،نسبة لوالتر هيرمان بوشر، الرئيس السابق للإتحاد.تكافئ هذه الميدالية المساهمات الأصلية الرائدة في مجال المعارف الأساسية بالغلاف الصخري للأرض .
- ميدالية موريس إوينغ (أنشأت سنة 1974 تحت رعاية البحرية الأمريكية)،التي سمية على اسم موريس إوينغ ،نظير مساهماته الوازنة في علم المحيطات .تكافئ الميدالية الخدمة المتميزة في العلوم البحرية.وتشجع كل الإسهامات الأصلية والكبيرة في الفهم العلمي لمجال العمليات في المحيطات، من أجل النهوض بهندسة علم المحيطات وتطوير التكنولوجيا والأدوات المساعدة في ذلك.
- ميدالية روجر ريفل (التي أنشأت سنة 1991)،أطلق عليها هذا الاسم نسبة لعالم المحيطات الأمريكي السيد روجر ريفال .و تمنح من أجل تشجيع المساهمات الوازنة في علوم الغلاف الجوي ،وتفسير العلاقات المكونة لنظام الأرض، على سبيل المثال العلاقة بين الغلاف الجوي والمحيطات، أو الغلاف الجوي والأرض، أو حتى علاقة الدورات الكيميائية الحيوية بمناخ الأرض.
- ميدالية تشارلز ويتن (تأسست سنة 1984) ،أخذت اسم عالم تقسيم الأرض السيد تشارلز ويتن الرئيس السابق للإتحاد الجيوفيزيائي الأمريكي .تمنح من أجل تشجيع الإنجازات المتميزة في مجال البحث في شكل وديناميكية الأرض وباقي الكواكب .

### الجوائز
- جائزة روبرت كوين(التي تم إنشاءها في سنة 1991)،تمنح لصحفي أو مجموعة صحفية قدمت مساهمات كبيرة، دائمة ومتسقة في الجيوفيزياء أو كتبت أو قدمت تقارير عن العلوم الجيوفيزيائية لعامة الناس .
- جائزة التميز في التعليم الجيوفيزيائي (تم

إنشاؤها في سنة 1995)،من أجل الاعتراف بالتميز في التعليم الجيوفيزيائي من قبل فريق، فرد أو مجموعة، وللمعلمين الذين كان لهم أثر كبير في التعليم الجيوفيزيائي كيف ما كان المستوى (من مستوى الحضانة إلى الدراسات العليا) ،أو الذين كانوا معلمين ومدربين استثنائيين على مدى عدة سنوات، أو كان لهم تأثير إيجابي ودائم على التعليم الجيوفيزيائي.
- جائزة تشارلز فالكنبرغ ( التي تم إنشاؤها في سنة 2002 )،تمنح لعالم دون سن 45 أسهم في تطوير جودة ونوعية الحياة، أو خلق فرصا اقتصادية، وأشرف عليها من خلال استخدام واستثمار معلومات علوم الأرض لتوعية العامة بأهمية فهمهم لكوكب الأرض .
- جائزة إدوارد فلين III (تم إنشاؤها في سنة 1990)،سميت بهذا الاسم نسبة لرئيس برنامج الجيوديناميكا الجيولوجية في ناسا، والذي قاد الجهود للكشف عن حركة القشرة الأرضية باستخدام الليزر، وتمنح هذه الجائزة لفرد يشخص ويجسد شعار الاتحاد «التعاون النزيه في البحث» على أرض الواقع من خلال أنشطة ملموسة في التيسير، التنسيق والتنفيذ .
- الجائزة الدولية (أنشأت في سنة 2007) ،بغرض الاعتراف بعالم أو فريق علماء صغير قدم مساهمة استثنائية في مجال الترويج لعلوم الأرض وعلوم الفضاء واستخدام العلم لصالح المجتمع في البلدان الأقل نموا .
- جائزة ديفيد بيرلمان (التي تم إنشاؤها في سنة 2000)، من أجل الاعتراف بالتميز في البحوث والإبلاغ عن الأخبار التي تلبي واحد أو أكثر من المعايير التالية: لكل من قدم معلومات أو مفاهيم جديدة عن علوم اتحاد الجيوفيزيائيين وعرفت اهتماما من طرف الجمهور، أو حدد وصحح مفاهيم خاطئة عن العلوم الجيوفيزيائية، أو جعل علوم الجيوفيزياء متاحة ومثيرة للاهتمام للجمهور العام دون التضحية بالدقة العلمية.
- جائزة أثيلستان سبيلهاوس (تم إنشاؤها سنة 2006) يتم منحها بهدف تحسين فهم الجمهور للأرض وعلوم الفضاء .
- جائزة العلوم للحلول (أنشئت في سنة 2012) ،تكافئ المساهمات الكبيرة في تطبيق واستخدام علوم الأرض والفضاء لحل المشاكل المجتمعية.
- جائزة الاتصالات المناخية (أنشئت في سنة 2011) .
- جائزة وليام كولا (تم إنشاؤها في سنة 2003 )، سميت باسم الجيوفيزيائي وليام كولا من أجل تخليد إسمه نظير مساهماته القيمة في مجال تخصصه، تمنح للمتميزين في عملهم والذين بذلو جهودا استثنائية نيابة عن برنامج الاتحاد (تمنح فقط في السنوات الزوجية ).[16]
- جائزة والتر سوليفان للتميز في الصحافة العلمية(أنشئت في عام 2000 )،سميت بهذا الاسم نسبة للكاتب العلمي الشهير في نيويورك تايمز السيد والتر سوليفان،تمنح سنويا لمكافئة الكتابة العلمية.[17]

## أقسام الاتحاد الجيوفيزيائي الأمريكي
ينقسم الاتحاد الجيوفيزيائي الأمريكي إلى 11 قسما، توفر مجتمعة الهيكل الرئيسي للإتحاد، من أجل إدارة المتطوعين، وتنمية المهارات القيادية، وأيضا ترشيح ومنح الميداليات والجوائز للعلماء. وتعكس هذه الأقسام مدى إتساع علوم الأرض والفضاء، التي تشمل كلا من: علوم الغلاف الجوي ، فيزياء الأرض الحيوية ، علم تقسيم الأرض ، المغنطيسية الأرضية ، الباليومغناطيسيةو الإلكترومغناطيسية ، علم المياه ، علم المحيطات ، العلوم الكوكبية ، علم الزلازل ، الفيزياء الفضائية وعلم الأجواء العليا ، الجيوفيزيائية التكتونية ، علم البراكين ، الجيوكيمياء ، علم الصخور .

## الاجتماعات

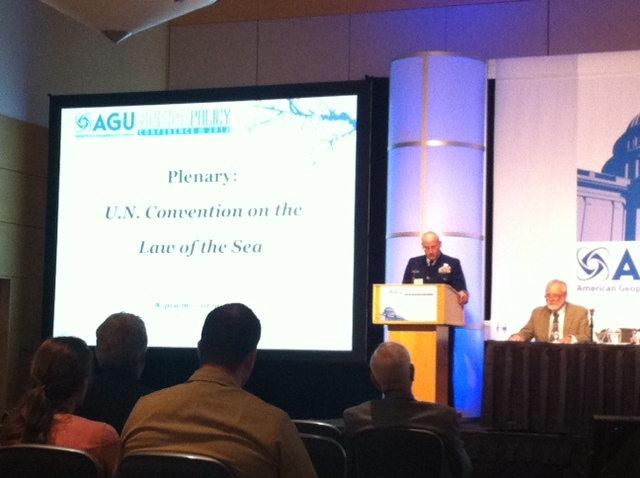
الجلسة العامة لمؤتمر سياسات الاتحاد الجيوفيزيائي الأمريكي الذي عقد في واشنطن العاصمة شهر مايو 2012

يعقد الاتحاد الجيوفيزيائي الأميركي اجتماعات سنوية من بينها واحد في مدينة سان فرانسيسكو خلال شهر ديسمبر من كل سنة يعرف باسم اجتماع الخريف، وآخر كل ربيع بين شهري أبريل ومايو في عدة مواقع حول العالم، فبعد أن كانت تعقد لسنوات عديدة في بالتيمور( ماريلاند) وحدها، أصبحت الاجتماعات تعقد في أماكن مختلفة بدءا من بوسطن سنة 1998 إلى نيس بفرنسا في سنة 2003 .
أطلق على هذه الاجتماعات اسم الجمعية المشتركة لأن اتحاد الجيوفيزيائيين يشارك في رعايتها بالمناصفة مع شركاء آخرين مثل جمعية الجيوكيميائية، الجمعية المعدنية الأمريكية، والاتحاد الجيوفيزيائي الكندي، والاتحاد الأوروبي لعلوم الأرض .
إستقطب اجتماع الخريف لسنة 2012 رقما قياسيا بلغ أكثر من 20000 من الحضور. و من المرتقب أن يعقد اجتماع هذه السنة(2017) في مدينة نيو أورليانز ،أما في سنة 2018 فسيعقد في مدينة واشنطن .
بالإضافة إلى هاذين الاجتماعين السنويين اللذين يغطيان جميع مجالات العلوم الجيوفيزيائية، يقوم الاتحاد الجيوفيزيائي الأمريكي برعاية العديد من الاجتماعات المتخصصة لتلبية الاحتياجات العلمية المحددة في جميع المناطق الجغرافية، بما في ذلك اجتماعات علوم المحيطات والاجتماعات الجيوفيزيائية التي تعقد في غرب المحيط الهادئ.

## العلوم والسياسات
يصدر مجلس الاتحاد الجيوفيزيائي الأميركي من وقت لآخر ورقات توضح موقفه من القضايا التي تؤثر على السياسات العامة المتعلقة بالجيوفيزياء.وتشمل هذه التطورات كلا من التطور البيولوجي، والأخطار الطبيعية، وتمويل التعليم والعلوم، وتغير المناخ .
اعتمد الاتحاد الجيوفيزيائي الأميركي بيان موقفه الأول بشأن تغير المناخ في شهر ديسمبر من سنة 1998 .
إبتدأ البيان بتشخيص للواقع حيث أشارة إلى الإرتفاع الكبير لتركيز غاز ثاني أكسيد الكربون وغيره من الغازات الدفيئة، نتيجة للاحتراق وتنامي الاستعمال المفرط للوقود الأحفوري، وأيضا نتيجة للأنشطة البشرية الأخرى.و توقع إستمرار هذه التركيزات العالية للغازات الدفيئة في الغلاف الجوي لسنوات عدة، الشئ الذي سيؤثر لا محال على توازن الطاقة بين الأرض والغلاف الجوي، وبالتالي يزيد من تأثير الاحترار على سطح الأرض  ،كما ولم ينسى ذات البيان التذكير بأهمية فهم النظام المناخي للأرض من أجل توفير أساس مقنع للمخاوف المشروعة لدى الجمهور بشأن التغيرات العالمية والإقليمية المقبلة الناجمة عن زيادة تركيزات الغازات الدفيئة.
بعد مناقشته لأوجه عدم اليقين العلمي، خلص البيان إلى أن المستوى الحالي من عدم اليقين العلمي لا يبرر أبدا التقاعس عن التخفيف أو محاولة التكيف مع تغير المناخ الذي يسببه البشر.
كان بيان موقف الاتحاد الجيوفيزيائي أهم المواضيع التي طرحت مؤخرى في اجتماعات الاتحاد وعرفت عدة تنقيحات أخرى أعيد التأكيد عليها في سنة 2012.
أنشأت الاتحاد في سنة 2011 فريقا معنيا بالأخلاقيات العلمية من أجل تحديث السياسات والإجراءات القائمة للتعامل مع سوء السلوك العلمي ،إلا أنه عانى من انتكاسة عندما أعلن رئيسه بيتر غليك أنه كذب للحصول على وثائق داخلية من معهد هارتلاند ،قام بالكشف عنها فيما بعد للجمهور ،ثم استقال من مجموعة العمل في 16 فبراير 2012،وحلت محله ليندا غاندرسن ،مديرة مكتب الجودة العلمية في مكتب المسح الجيولوجي الأميركي .
تعرض أعضاء الاتحاد الجيوفيزيائي الذين يعملون في أماكن سياسية مثيرة للجدل، لهجومات قانونية عديدة، على سبيل المثال:مطالبة مايكل مان العضو في الاتحاد، بإحالة رسائله الإلكترونية الخاصة من كينيث كوتشينلي II،النائب العام للدولة في ولاية فرجينيا وهو جمهوري محافظ، يقول أنه لا توجد أدلة مقنعة على أن النشاط البشري هو من يتسبب في الاحتباس الحراري لكوكب الأرض .
بالرغم من رفض المحكمة لطلب كوتسينلي،إلا أن هذه التحديات القانونية لاتزال مستمرة، ففي سنة 2012 ،دخل الاتحاد الجيوفيزيائي الأمريكي في شراكة مع صندوق الدفاع القانوني لعلم المناخ لتقديم المشورة القانونية خلا اجتماع الخريف.

## رعاية الشركات
يتلقى الاتحاد الجيوفيزيائي الأميركي مساعدات ومساهمات وهدايا على شكل هبات من عدة أفراد وشركات .ويدعي الاتحاد بأن وحدة الدراسات العليا التابعة له تقوم بفحص دقيق، للتأكد من أن الشركاء الداعمين له لا ينخرطون في سوء تفسير للعلم، ولا يتعارضون مع قيم الاتحاد ومبادئه.
لكن هذا التمويل يبقى دائما عرضة للانتقاد، بسبب توجيه البعض إتهامات للإتحاد تفيد بتلقيه الدعم من شركات تدعيأانها تحترم البيئة لكنها في الواقع تستعمل أموالها لتمويل التظليل والتعتيم عن ما يحصل على أرض الواقع.إذ أصبحت رعاية شركة إكسون موبيل التابعة لشركة إكسون موبيل عملاق النفط الأمريكي مصدرا للقلق بالنسبة للعديد من الأعضاء، وذلك بعد ظهور أدلة تشير إلى أن شركة إكسون موبيل كانت تعرف مسبقا عن التغيرات المناخية وتداعياتها على مدى عقود ولكنها عملت بنشاط على تقويض علوم المناخ .
في 22 فبراير 2016 ،تم تسليم رسالة موقعة من 100 عالم إلى رئاسة الاتحاد الجيوفيزيائي الأميركي يطلبون فيها تقليل جميع الروابط مع شركة إكسون موبيل وغيرها من الشركات الأخرى التي تروج للتضليل وتغطي على ظاهرة الاحتباس الحراري. نتيجة لذلك إجتمع مجلس إدارة الاتحاد في 22 أبريل 2016 ،لكنه صوت لمواصلة قبول رعاية إكسون موبيل، قائلا بأنه لا يوجد دليل واضح على أن إكسون موبيل متورطة في عمليات التضليل هذه.
ردا على ذلك، أرسل السيناتور شيلدون وايتهوس والممثل بالنيابة عن الجميع تيد ليو رسالة نقدية شديدة اللهجة إلى لجنة الاتحاد تفيد بأن شركة إكسون موبيل تواصل تمويل تضليل الاتحاد الجيوفيزيائي الأميركي ،بالموازات مع ذلك أرسل اتحاد العلماء المهتمين كذلك لهم رسالة تحثهم من جديد على إعادة النظر.
غير أن اللجنة أكدت في اجتماعها الذي عقد في 23 سبتمبر 2016 قرارها السابق.

## الروابط الخارجية
- الموقع الرسمي للإتحاد الجيوفيزيائي الأمريكي